# Mary Clare

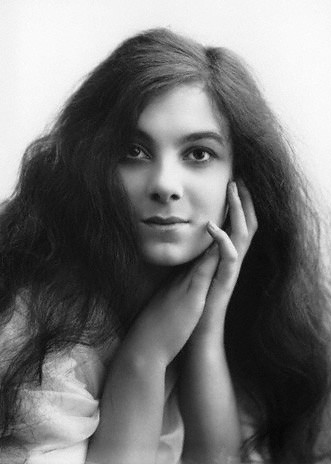
Mary Clare

Mary Clare (* 17. Juli 1894 in London als Mary Clare Absalom; † 29. August 1970 ebenda) war eine britische Schauspielerin mit Charakterrollen in Theater, Film und Fernsehen. Ihre Schauspielkarriere erstreckte sich über 50 Jahre. Zuerst am Theater, über den Stummfilm, den Tonfilm bis hin zu Episoden von TV-Serien. Sie spielte von den 1920er Jahren bis in die 1950er Jahre zahlreiche Rollen in britischen Kinoproduktionen. Darunter in Filmen wie Jung und unschuldig, Eine Dame verschwindet, Die Zitadelle, Oliver Twist, Die schwarze Rose oder Moulin Rouge.

## Leben und Karriere
Mary Clare, geboren 1894 in London, verließ 1910 ihren Bürojob mit 50 £ geliehenem Geld in der Tasche, um eine Ausbildung als Bühnenschauspielerin zu machen. Nachdem sie für zwei Jahre durch die Provinztheater getourt war, kehrte Mary Clare zurück nach London, um in dem Stück A Posy on a Ring am Theater bei der Earls Court Exhibition im Jahr 1912 teilzunehmen. Ihr West-End-Debüt gab sie im Bühnenstück Turandot am St. James Theatre im Jahr 1913. 1931 trat sie in Noël Cowards Bühnenstück Cavalcade auf, dass speziell für sie geschrieben wurde. Im Laufe der Jahrzehnte spielte Mary Clare auf allen großen englischen Bühnen als Charakterschauspielerin.
1920 zog es sie als Darstellerin von der Bühne auch zum Stummfilm. 1931 spielte sie unter der Regie von Victor Saville in ihrem ersten Tonfilm. In der Komödie Bill's Legacy von Regisseur Harry Revier bekam sie aufgrund ihrer herausragenden Theatererfahrungen ihre erste weibliche Hauptrolle. Mary Clares Filmkarriere führte in den 1930er Jahren über Produktionen wie Bernard Vorhaus The Night Club Queen 1934 hin zu John Baxters Musical Say It with Flowers, dem Maurice Elvey Drama The Clairvoyant, wo sie neben Claude Rains agierte, bis hin zu tragenden Nebenrollen in den frühen Meisterwerken von Jahrhundertregisseur Alfred Hitchcock in Jung und unschuldig und 1938 mit der Rolle der Baronin in dem berühmten Filmklassiker Eine Dame verschwindet. In den Hauptrollen spielten Margaret Lockwood und Michael Redgrave. Im selben Jahr sah man sie in King Vidors Oscar-nominierten Drama Die Zitadelle in der Rolle der Mrs. Orlando. Unter der Regie von Brian Desmond Hurst spielte sie 1939 in dem Film noir Verstrickung.
In den 1940er Jahren sah man Mary Clare auf der Leinwand in Charakterrollen unter anderem in Filmen wie dem Musical Paradies der Liebe von Wesley Ruggles, in Harold Frenchs Biografie Mein Bruder Jonathan, in David Leans Literaturverfilmung Oliver Twist oder in Walter Fordes Komödie Tolle Tage, wieder an der Seite von Schauspielerkollegin Margaret Lockwood. Zu Beginn der 1950er Jahre spielte sie in Henry Hathaways Abenteuerfilm Die schwarze Rose, in der romantischen Komödie Die Schmugglerprinzessin von Val Guest oder in John Hustons Oscar-prämiertem Film Moulin Rouge. Ihre letzte Rolle hatte sie 1959 in dem Kriminaldrama The Price of Silence inszeniert von Regisseur Montgomery Tully.
Mitte der 1950er Jahre hatte sich Mary Clare auch dem Fernsehen zugewandt und spielte dort in Episoden von einigen erfolgreichen Serien. Zu ihren Auftritten in dem neuen Medium gehörten BBC Sunday-Night Theatre (1953–1954), Colonel March of Scotland Yard (1954), London Playhouse (1956) oder Lilli Palmer Theatre (1956).
Mary Clare verstarb am 29. August 1970 im Alter von 76 Jahren in ihrer Heimatstadt London.

## Filmografie (Auswahl)

### Kino
- 1920: The Black Spider
- 1921: The Skin Game
- 1922: A Prince of Lovers
- 1922: A Gipsy Cavalier
- 1923: Lichter von London (Lights of London)
- 1923: Becket
- 1928: The Constant Nymph
- 1929: The Feather
- 1931: The Outsider
- 1931: Hindle Wakes
- 1931: Many Waters
- 1931: Bill's Legacy
- 1931: Shadows
- 1931: Keepers of Youth
- 1932: Carmen
- 1933: The Constant Nymph
- 1934: The Night Club Queen
- 1934: Jew Süss
- 1934: Lorna Doone
- 1934: Say It with Flowers
- 1935: A Real Bloke
- 1935: The Passing of the Third Floor Back
- 1935: The Guv'nor
- 1935: Line Engaged
- 1935: The Clairvoyant
- 1937: The Mill on the Floss
- 1937: Jung und unschuldig (Young and Innocent)
- 1937: Die Ratte (The Rat)
- 1938: Eine Dame verschwindet (The Lady Vanishes)
- 1938: The Challenge
- 1938: Die Zitadelle (The Citadel)
- 1938: Climbing High
- 1939: A Girl Must Live
- 1939: There Ain't No Justice
- 1939: Verstrickung (On the Night of the Fire)
- 1940: Mrs. Pym of Scotland Yard
- 1940: The Briggs Family
- 1941: Old Bill and Son
- 1941: The Patient Vanishes
- 1942: The Night Has Eyes
- 1942: The Next of Kin
- 1944: The Hundred Pound Window
- 1944: Fiddlers Three
- 1944: One Exciting Night
- 1946: Paradies der Liebe (London Town)
- 1947: Mrs. Fitzherbert
- 1948: Mein Bruder Jonathan (My Brother Jonathan)
- 1948: The Three Weird Sisters
- 1948: Oliver Twist
- 1948: Esther Waters
- 1949: Tolle Tage (Cardboard Cavalier)
- 1950: Die schwarze Rose (The Black Rose)
- 1950: Portrait of Clare
- 1952: Die Schmugglerprinzessin (Penny Princess)
- 1952: Moulin Rouge
- 1952: Hindle Wakes
- 1953: Die Bettleroper (The Beggar's Opera)
- 1954: Mambo
- 1959: The Price of Silence

### Fernsehen
- 1953–1954: BBC Sunday-Night Theatre (Fernsehserie, 2 Episoden)
- 1954: Colonel March of Scotland Yard (Fernsehserie, 1 Episode)
- 1956: London Playhouse (Fernsehserie, 1 Episode)
- 1956: Lilli Palmer Theatre (Fernsehserie, 1 Episode)

### Kurzfilm
- 1927: Packing Up
- 1940: Miss Grant Goes to the Door